# Áreas de Cisjordania según los Acuerdos de Oslo

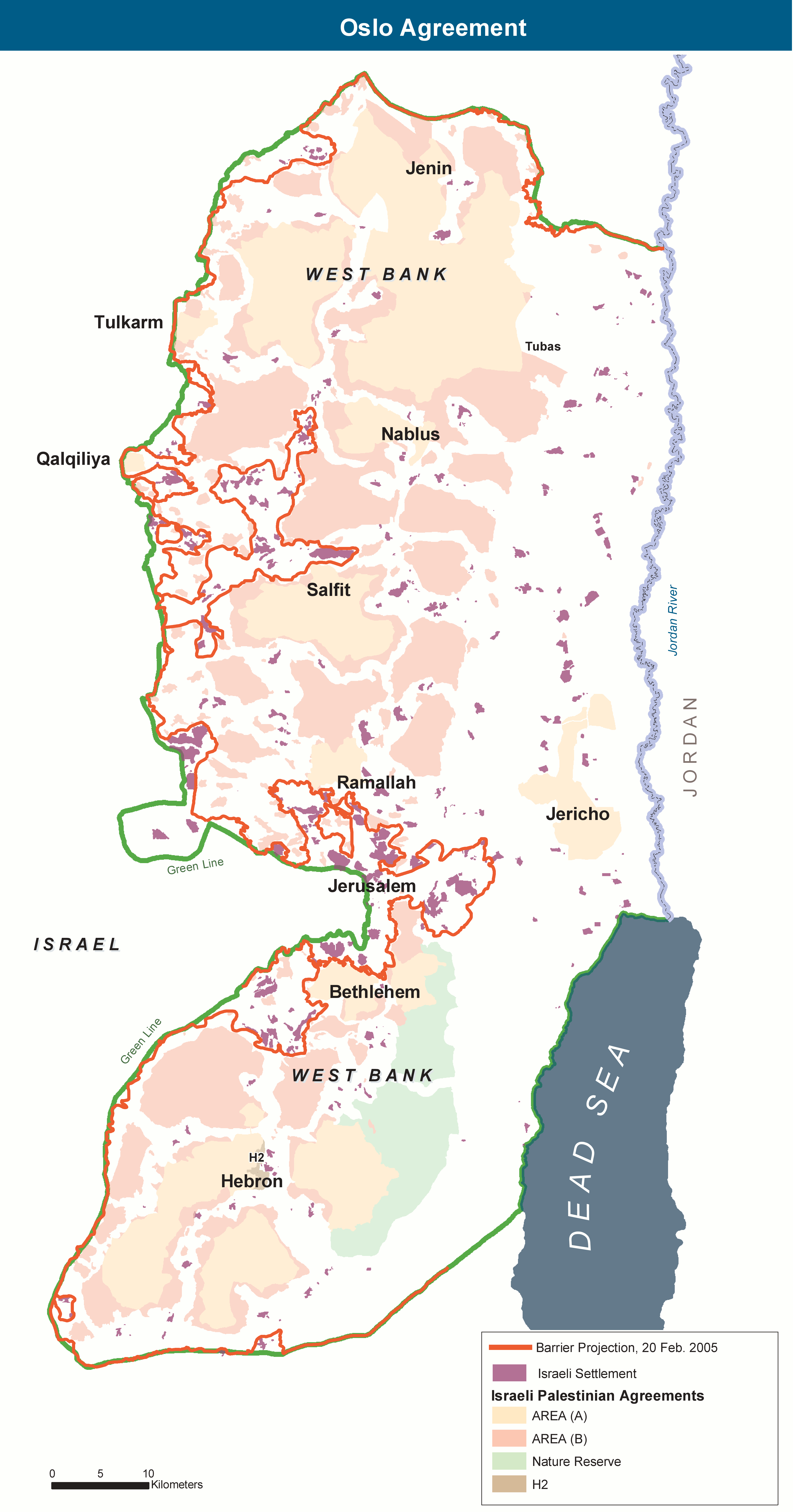
Mapa de las tres áreas de Cisjordania. La línea verde marca la línea del armisticio de 1949. La línea roja es una proyección de la ruta del muro de separación de Cisjordania a fecha de 20 de febrero de 2005.

Los Acuerdos de Oslo II dividieron la región palestina de Cisjordania en tres sectores administrativos denominados Área A, Área B y Área C. De manera provisional hasta que se alcance un acuerdo definitivo, cada una de estas áreas fue dotada de un estatus diferente según quién la administra: el Área A está administrada en exclusiva por la Autoridad Nacional Palestina; el Área B está bajo control administrativo de la Autoridad Nacional Palestina y control militar de Israel; mientras que el Área C, en la que se encuentran los asentamientos israelíes, está completamente administrada por Israel. Las Áreas A y B se configuraron para englobar a la mayor parte de la población palestina, incluyendo en ellas los principales núcleos de población palestina en el momento en el que se firmaron los acuerdos; todas las  zonas que no pertenecen a las Áreas A y B conforman el Área C.
El Área A supone aproximadamente un 18% de la superficie total de Cisjordania, mientras que el Área B se extiende por aproximadamente el 22% de este territorio; entre ambas áreas alojan a cerca de 3 millones de palestinos. A fecha de 2012, en el Área C vivían unos 300.000 palestinos en 532 zonas residenciales distintas. En el Área C también viven 389.250 colonos israelíes, distribuidos en 135 asentamientos (ilegales según el derecho internacional) y unos 100 "outposts" (asentamientos ilegales según el derecho internacional y el israelí). El Área C está dotada de una contigüidad territorial y en el sistema administrativo israelí se denomina Área de Judea y Samaria. Por el contrario, las Áreas A y B se encuentran divididas en 165 unidades territoriales aisladas sin contigüidad territorial.

## Divisiones
Los Acuerdos de Oslo II estipulaban que, "durante la primera fase de reubicación", la jurisdicción sobre las Áreas A y B recaería en el Consejo Palestino. El artículo XI.2.A de los acuerdos dice literalmente:

"La tierra en las zonas pobladas (Áreas A y B), incluidas las tierras estatales y las del waqf, quedarán bajo la jurisdicción del Consejo durante la primera fase de reubicación."

Las zonas pobladas se fijaron mediante líneas en un mapa adjunto al documento. El Área C comprendía las zonas de Cisjordania que quedaban fuera de las Áreas A y B.

### Área A

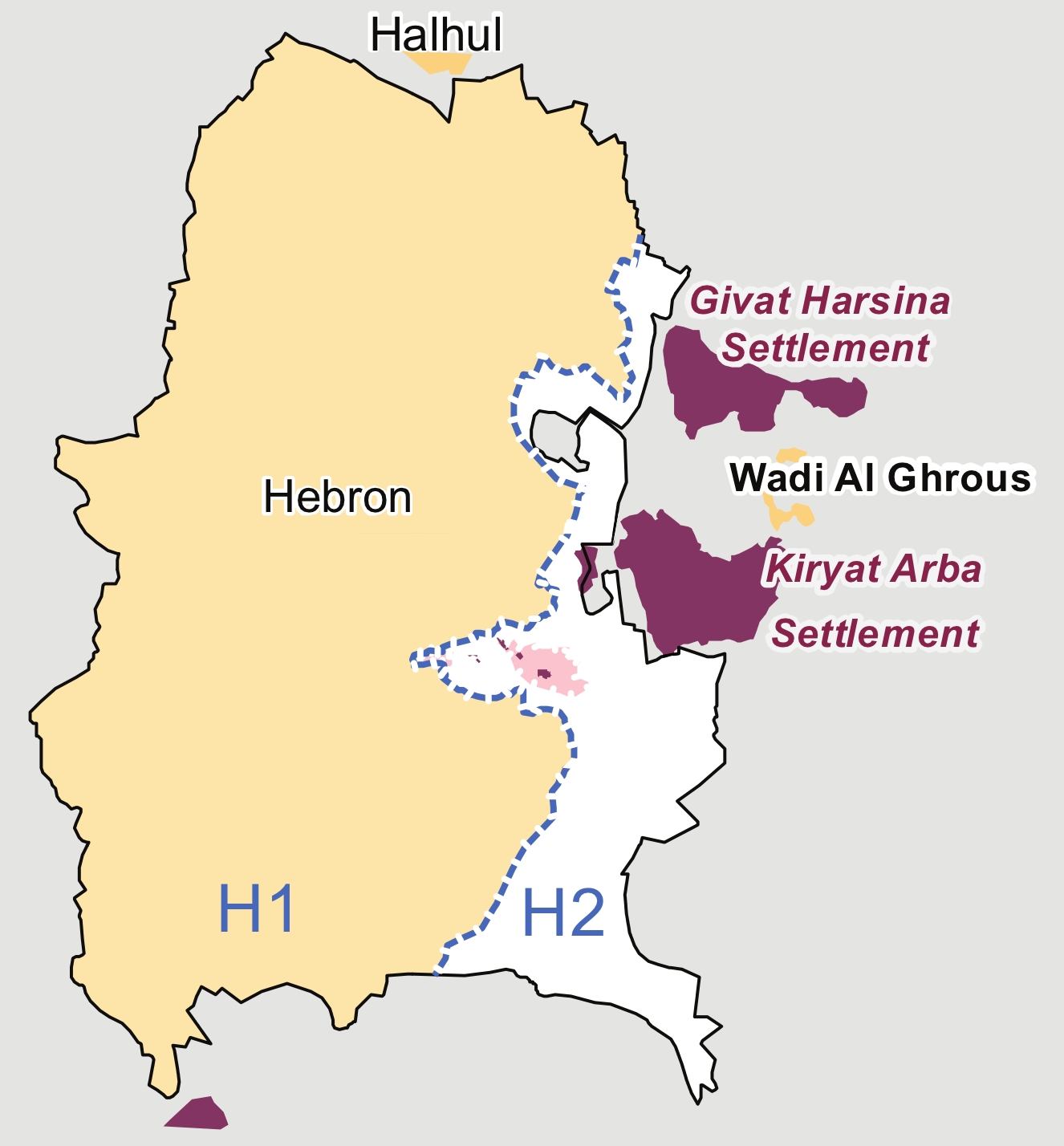
División de la ciudad de Hebrón. La zona H1 está encuadrada en el Área A y la zona H2 en el Área C.

El Área A (con pleno control civil y policial de la Autoridad Nacional Palestina) incluía inicialmente cerca del 3% de Cisjordania (primera fase, 1995), sin incluir Jerusalén Este. A fecha de 2013, el Área A comprendía oficialmente alrededor del 18% de Cisjordania. Desde la Operación Escudo Defensivo en 2002, el ejército israelí incumple la prohibición de entrar en el Área y se adentra en esta zona con frecuencia para llevar a cabo arrestos, en la mayoría de los casos de noche. Normalmente se informa de estas redadas a las fuerzas de seguridad palestinas. El Área A incluye ocho ciudades palestinas y sus zonas metropolitanas (Nablus, Yenín, Tulkarem, Kalkilia, Ramala, Belén, Jericó y el 80% de Hebrón), y en ella no se han establecido asentamientos israelíes. Todos los ciudadanos israelíes tienen prohibido el acceso al Área A.

### Área B
El Área B (bajo control civil palestino y control militar israelí) abarcaba inicialmente entre el 23% y el 25% del territorio cisjordano (primera fase, 1995). A fecha de 2013, el Área B comprende oficialmente cerca del 22% de Cisjordania. En esta área se encuentran unos 440 pueblos palestinos con sus tierras circundantes, y no se han construido en ella asentamientos israelíes.

### Área C

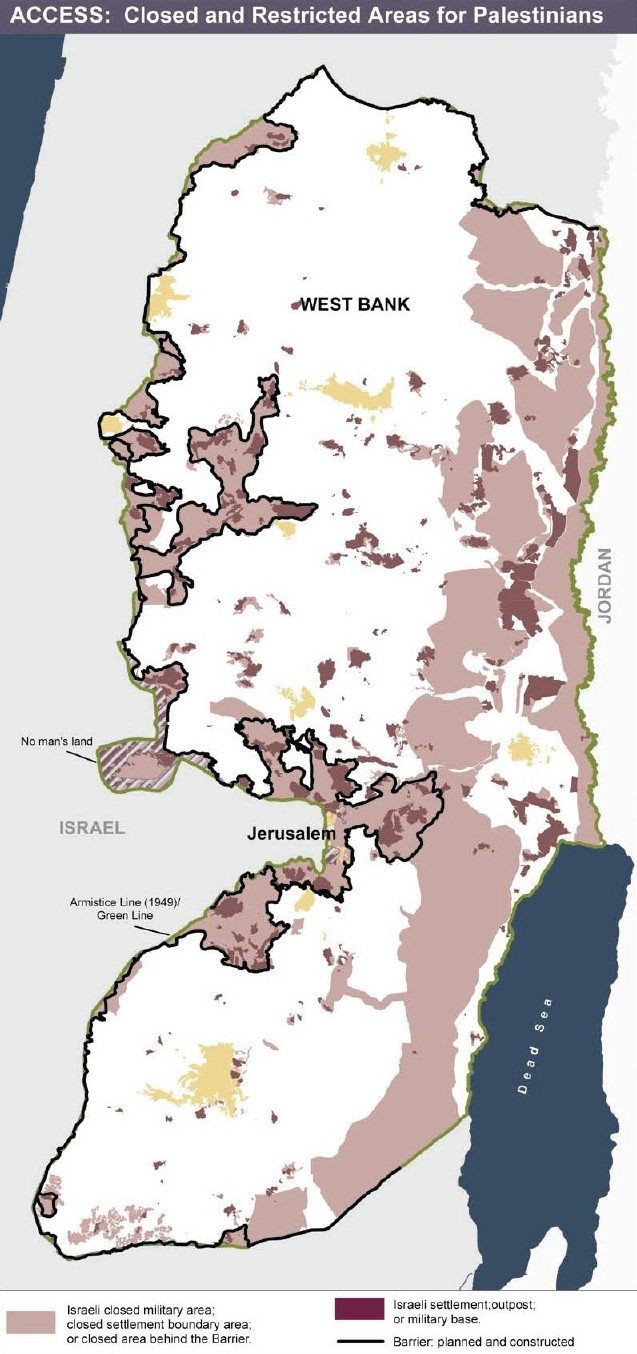
El Área C con los asentamientos y puestos de control militares israelíes, donde el acceso a palestinos está restringido o completamente vedado.

El Área C (pleno control civil y militar israelí) suponía inicialmente entre el 72% y el 74% de Cisjordania (primera fase, 1995). De acuerdo con el memorando de Wye River de 1998, Israel debía retirarse de otro 13% del Área C que se convertiría en Área B, lo que oficialmente reducía el Área C a cerca del 61% del territorio cisjordano. Aun así, Israel solo se retiró de un 2% del territorio, y durante la Operación Escudo Defensivo volvió a ocupar todo el territorio desalojado. A fecha de 2013, el Área C suponía aproximadamente el 63% de Cisjordania, incluidos los asentamientos, los "outposts" y la denominada "tierra estatal". La inclusión o exclusión dentro del Área C de Jerusalén Este, de las tierras de nadie y de la parte palestina del Mar Muerto puede hacer variar el porcentaje oficial de tierra correspondiente a dicha área.  John Kerry, Secretario de Estado de los Estados Unidos, declaró que el  Área C "restringe en la práctica cualquier desarrollo urbanístico palestino" y que, en 2014, su oficina solamente había tenido constancia de un permiso de obras concedido a los más de 150.000 residentes palestinos de esta área.
Todos los asentamientos israelíes, incluidos los de Jerusalén Este, están localizados en el Área C. Oslo II, Artículo XII, por ejemplo, estados: "En lo concerniente a este Acuerdo, el término "asentamientos" se refiere a los asentamientos del Área C en Cisjordania y a los de la Franja de Gaza".
En 1972  había aproximadamente 1.000 colonos israelíes viviendo en lo que ahora es el Área C. Hacia 1993, su población había aumentado hasta los 110.000 colonos. A fecha de 2013, se calcula que unos 350.000 colonos judíos viven en el Área C tanto en asentamientos israelíes como en "outposts". En esa misma época, unos 300.000 palestinos vivían en el Área C distribuidos en 532 localidades distintas.

#### Definición del Área C según los Acuerdos de Oslo
Los Acuerdos de Oslo II definen el Área C de la siguiente manera:

"Área C hace referencia a las zonas de Cisjordania fuera de las Áreas A y B, las cuales, excepto en los asuntos que sean acordados en las negociaciones para un estatus final permanente, se irán transfiriendo gradualmente a la jurisdicción palestina en cumplimiento de este Acuerdo″

Según el Artículo XVII de estos acuerdos, los asuntos que deben ser acordados son "Jerusalén, los asentamientos, los emplazamientos militares especificados, los refugiados palestinos, las fronteras, la relaciones exteriores y con los israelíes; y (…) los poderes y las responsabilidades no transferidos al Consejo″. Algunas partes del Área C están catalogadas de zona militar cerrada para los palestinos.

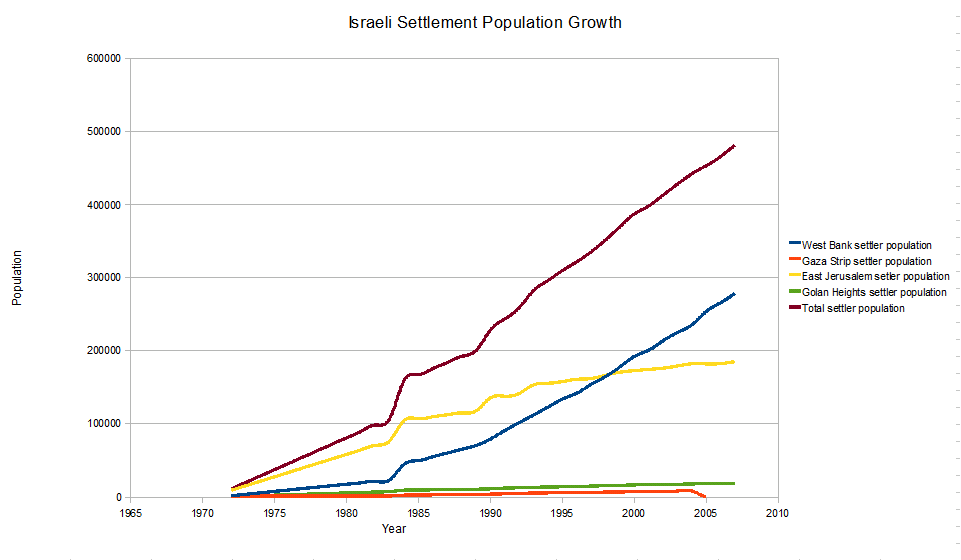
Crecimiento anual de la población de colonos israelíes en los territorios ocupados (1972-2007)

#### Traspaso de poder del Área C
Una parte del Área C debía haberse transferido a control palestino a finales de 1999. Israel prometió reubicar sus tropas en las Áreas A y B antes de las elecciones. Tras el nombramiento de un parlamento palestino democráticamente electo, se disolvería la Administración Civil israelí y se retiraría el gobierno militar israelí. El Consejo adquiriría nuevos poderes y responsabilidades.
Dentro de los 18 meses posteriores al nombramiento del parlamento palestino, Israel seguiría reubicando sus fuerzas militares dentro del Área C en tres fases, si bien esto no incluiría traspaso de soberanía a los palestinos:
″El Consejo Legislativo Palestino asumirá poderes y responsabilidades sobre asuntos civiles, así como sobre el orden público y la seguridad interna, según este Acuerdo″.

″1. Israel transferirá poderes y responsabilidades según lo especificado en este Acuerdo del gobierno militar israelí y su Administración Civil al Consejo (Legislativo Palestino) en consonancia con este Acuerdo. Israel continuará ejerciendo los poderes y responsabilidades que no haya transferido aún."

"5. Después del nombramiento del Consejo, la Administración Civil en Cisjordania se disolverá, y el gobierno militar israelí se retirará. La retirada del gobierno militar no impedirá que este ejerza los poderes y responsabilidades que no haya transferido al Consejo.″'

Las fuerzas militares serían reubicadas en "emplazamientos militares especificados" en Cisjordania, que serían acordados en las negociaciones para el estatus final permanente dentro de los siguientes 18 meses. El Consejo Legislativo Palestino fue elegido democráticamente en las elecciones de enero de 1996.

#### Usos del Área C

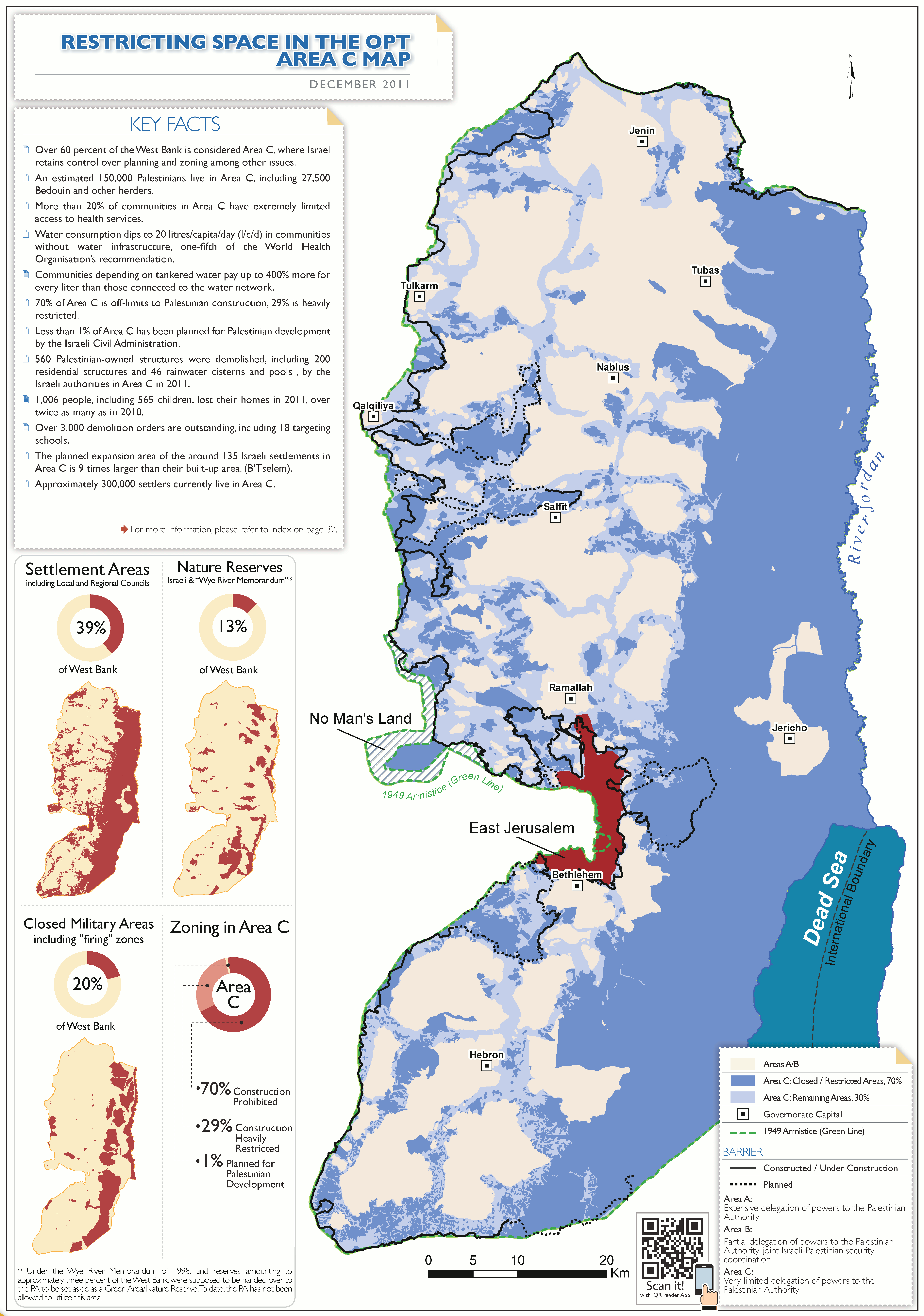
Mapa del Área C realizado por la Oficina de las Naciones Unidas para la Coordinación de Asuntos Humanitarios. Más del 99% del Área C está fuertemente restringida o vedada al desarrollo urbanístico palestino, con un 68% del territorio reservado para los asentamientos israelíes, aproximadamente un 21% para zonas militares cerradas y cerca de un 9% para reservas naturales. La obtención de permisos de obra con propósito residencial o económico es, según el Banco Mundial, "virtualmente imposible" para los palestinos que viven en el Área C, en extremo contraste con lo que sucede con los colonos judíos en esta misma zona.

El 99% del territorio encuadrado en el Área C está vedado a los palestinos, lo que incluye la mayoría de los recursos naturales y espacios abiertos de Cisjordania. Según el Banco Mundial, si los palestinos tuvieran acceso a estos recursos ubicados en tierra palestina, el déficit de sus presupuestos anuales se reduciría a la mitad y su economía crecería un tercio más de lo que es ahora. Según el periodista israelí Danny Rubinstein: "La mayoría de los terrenos del Área C están infrautilizados. Pese a ello, Israel no permite la construcción residencial, comercial o industrial por parte de los palestinos en esta área."
Israel ubica el 70% del Área C dentro de las fronteras municipales de sus asentamientos, en las que a los palestinos se les niega cualquier tipo de desarrollo urbanístico. El Banco Mundial calcula que esta medida ocasiona una pérdida potencial para la economía palestina de unos 14.000 millones de dólares.
Según un informe de la Unión Eurpoea de 2013, existe una política israelí deliberada para reducir la presencia de palestinos en el Área C mediante el deterioro de servicios básicos tales como el suministros de agua, la educación y la vivienda. Cerca del 70% de los pueblos palestinos en el Área C no están conectados a la red de agua corriente que sí abastece a los colonos de los asentamientos. En términos porcentuales, los palestinos solo tienen acceso a una tercera o cuarta parte del volumen de agua per cápita con el que cuentan los colonos israelíes.
Los palestinos solo pueden construir en el Área C si disponen de un permiso del ejército israelí. Sin embargo, dichos permisos son extremadamente caros para el salario medio palestino y su índice de aprobación es tan solo del 5%. Como consecuencia, la mayoría de los palestinos que construyen en el Área C lo hacen incumpliendo la ley israelí. Israel demuele aproximadamente 200 viviendas y edificios palestinos al año en el Área C.
Desde 1988, Israel ha emitido más de 14.000 órdenes de demolición de edificios propiedad de palestinos en el Área C. A fecha de enero de 2015, en torno a un 20% de estas órdenes de demolición se habían llevado a cabo y más de 11.000 órdenes más quedaban pendientes de ejecución, lo que afecta a unas 17.000 viviendas.
Según un informe de las Naciones Unidas, la administración israelí otorga a los colonos israelíes 13 veces más terrenos del Área C que a los palestinos. Los colonos han recibido aproximadamente 790 metros cuadrados per cápita, mientras que para los palestinos tan solo se han destinado unos 60 metros cuadrados per cápita.
Durante el periodo comprendido entre 1988 y 2014, la Administración Civil israelí emitió 6.948 órdenes de demolición de estructuras de los asentamientos ilegales ubicados en el Área  C. Cabe destacar que, aunque todos los asentamientos israelíes en Palestina son ilegales según el derecho internacional, hay una serie de asentamientos (conocidos popularmente como "outposts") que también son ilegales según la ley israelí, y es a estos a quienes se les aplican las órdenes de demolición. A fecha de enero de 2015, el 12% de estas órdenes de demolición estaban clasificadas como "ejecutadas", el 2% se habían cancelado, otro 2% estaban "listas para su ejecución" y un 2% adicional estaban pendientes de la resolución de procedimientos legales. Más de un tercio de estas órdenes estaban catalogadas como "en proceso", mientras que se desconoce el estado actual de cerca del 45% de las órdenes de demolición de asentamientos ilegales.

## Violaciones de los Acuerdos de Oslo

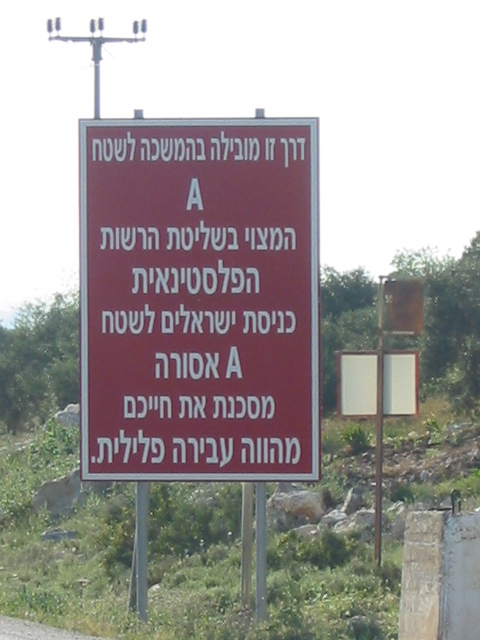
Cartel israelí que advierte los ciudadanos israelíes que la entrada al Área A está prohibida para ellos, puede ser peligrosa y constituye un crimen según las leyes israelíes.

Como contramedida por la creciente construcción de asentamientos israelíes, desde 2006 se ha generado un fenómeno relativamente nuevo de asentamientos palestinos. El más conocido asentamiento palestino en Cisjordania, calificado como "ilegal" por Israel, fue el construido en enero de 2013 en una zona conocida como E1, al este de Jerusalén. El asentamiento, que fue conocido como "Bab al-Shams", constaba de aproximadamente 20 tiendas de campaña construidas por el Comité de Coordinación de la Lucha Popular. Pocos días después de su evacuación apareció otro "asentamiento palestino", esta vez erigido en la localidad de Beit Iksa, cerca del trazado previsto para el muro de separación de Cisjordania que acabaría confiscando territorio palestino. Este asentamiento fue conocido como "Bab al-Karama".
El Área B está definida como territorio bajo control civil palestino y control militar israelí. Según el periodista israelí Dror Etkes, los colonos israelíes ha violado en numerosas ocasiones los Acuerdos de Oslo extendiéndose por el Área B y confiscando terrenos privados palestinos para el cultivo y el asentamiento. Como ejemplos  cita el asentamiento ilegal de Amona, justo al lado de Ofra, donde los terrenos de los habitantes palestinos de Deir Dibwan fueron requisados para su desarrollo; el asentamiento de Itamar, que se ha apropiado de tierras y recursos que pertenecen a los pueblos palestinos de Yanun, Awarta y Einabus, todos ellos en el Área B; los asentamientos de Esh Kodesh y Mitzpeh Ahiya, al este de Silo, que también han confiscado tierras del Área B; y el asentamiento de Ma'ale Rehav'am, cuyos colonos han construido sobre una reserva natural protegida por el Memorándum de Wye River.

## Lugares sagrados
Según los Acuerdos de Oslo, la responsabilidad sobre los lugares sagrados de Cisjordania y la Franja de Gaza se transferiría a las autoridades palestinas en las Áreas A y B, y de una manera gradual también en el Área C. Las autoridades palestinas se comprometieron a garantizar el libre acceso a una serie de lugares sagrados judíos pero, por cuestiones de seguridad, el ejército israelí limita las visitas de judíos a momentos excepcionales. En el Área C, algunos de los lugares sagrados cuyo control debería haberse transferido a las autoridades palestinas son Nabi Musa y al-Maghtas.